# Leonard Fournette
Leonard Joseph Fournette III (nascido em 18 de janeiro de 1995) é um jogador de futebol americano aposentado que jogava como running back na National Football League (NFL). Ele jogou futebol americano universitário na LSU e foi escolhido pelos Jacksonville Jaguars na quarta escolha geral no Draft de 2017. Entre 2020 e 2022, ele também jogou pelo Tampa Bay Buccaneers.
Fournette foi uma seleção consensual All-America após sua segunda temporada em 2015, depois de estabelecer recordes escolares em uma única temporada com 1.953 jardas e 22 touchdowns, liderando o país com 162,8 jardas por jogo. Vários especialistas consideravam-no o melhor jogador de futebol americano universitário, comparando-o com o grande Herschel Walker.
Fournette juntou-se aos Tigers com um hype sem precedentes em 2014, após uma excelente carreira na St. Augustine High School em New Orleans, ganhando o prêmio de Melhor Jogador Ofensivo do Ensino Médio de 2013 pela USA Today e sendo nomeado o número 1 do recrutamento geral em 2014 de acordo com a ESPN, 247Sports.com e CBS Sports.

## Primeiros anos
Criada na 7ª Ala de Nova Orleans, Fournette cresceu em uma área problemática que era frequentemente afetada pela violência e atividade de gangues, especialmente depois do furacão Katrina, em 2005. Fournette creditou Katrina como o pontapé inicial de sua carreira no futebol depois de se mudar para Houston por causa da evacuação do furacão. Quando voltou a New Orleans, ele jogou futebol americano na St. Augustine High School, onde competia não só no futebol americano, mas também no atletismo. 
Sua marca regional de 200 metros de 21,57 segundos é a mais rápida em 4A e seus 10,68 nos 100 metros são apenas 0,02 acima dos melhores tempos. Ele também competiu no revezamento 4 × 100 metros e no revezamento 4 × 200 metros.
No time de futebol americano do colégio, ele foi titular desde o primeiro ano e compilou 7.619 jardas e 88 touchdowns em sua carreira. Ele correu para mais de 2.500 jardas e 30 touchdowns na sua primeira temporada e tornou-se o primeiro calouro a receber uma proposta de bolsa de estudos de Louisiana State. Seu segundo ano terminou com 1.900 jardas e 27 touchdowns. Em seu terceiro ano, ele registrou 2.135 jardas e 31 touchdowns e foi homenageado da LFCA Classe 4A First-Team All-State. Em seu último ano, Fournette correu para 1.792 jardas e 16 touchdowns e acrescentou 45 recepções para 745 jardas e seis TDs. No início da temporada, ele teve uma bela performance com dois touchdowns e 262 jardas contra John Curtis Christian que foi televisionado pela ESPN2. St. Augustine terminou a temporada com um recorde de 9-2 e uma aparição no jogo da semifinal da LHSAA Division I, onde eles perderam por 31-28 para o Arcebispo Rummel High School. 
Fournette foi nomeado o Mr. Football de Louisiana pela Louisiana Sports Writers Association e também foi selecionado como All-American pela Parade e USA Today, ele também ganhou o prêmio de Jogador Ofensivo do Ano pela USA Today, o primeiro da Louisiana desde Ryan Perrilloux em 2004. Após a temporada, Fournette participou do Under Armour All-America Game, onde ele pegou um passe de 36 jardas e correu para 43 jardas em nove corridas. 
Unanimemente considerado como o melhor running back de sua classe, Fournette foi um dos jogadores mais altamente recrutados a sair da Louisiana. A ESPN classificou-o como o recruta nº 1 na classe de 2014, segundo a Scout.com. No Under Armour All-America Game de 2014, Fournette anunciou sua decisão de se juntar a Universidade do Estado da Luisiana (LSU).

## Carreira na faculdade
Fournette participou e jogou futebol americano universitário em LSU de 2014 a 2016.

### Temporada de calouro
A carreira universitária de Fournette foi precedida por expectativas e exageros, ele era frequentemente chamado de "o próximo Adrian Peterson". Em sua estreia colegial contra Wisconsin em 30 de agosto de 2014, Fournette correu para 18 jardas em oito corridas. Depois do jogo, o técnico da LSU, Les Miles, minimizou o hype de Fournette. "Os primeiros jogos não são comparáveis ao seu 30º jogo", disse Miles. "As expectativas não são realistas." Em seu segundo jogo, contra Sam Houston State Bearkats, Fournette correu para 92 jardas em 13 corridas e marcou seu primeiro touchdown. Na quinta semana da temporada, contra LSU Tigers, Fournette correu para 122 jardas em 18 corridas e marcou dois touchdowns. Em 11 de outubro contra a rival da SEC, Flórida, Fournette correu 27 vezes com a bola para 140 jardas e dois touchdowns na vitória por 30-27. Contra o invicto Ole Miss, Fournette correu 23 vezes para 113 jardas junto com duas recepções para 41 jardas. Fournette terminou a temporada contra Notre Dame no Music City Bowl de 2014, com 11 corridas para 143 jardas e dois touchdowns. Além disso, ele teve um retorno inicial de 100 jardas para um touchdown.

### Segunda temporada
Fournette começou sua segunda temporada com um forte desempenho de 159 jardas e três touchdowns contra Mississippi State. No jogo seguinte, uma vitória sobre Auburn, ele terminou com 228 jardas e três touchdowns. Ele correu para 244 jardas e dois touchdowns contra Syracuse no Carrier Dome, apenas seis jardas abaixo do recorde escolar de Alley Broussard de 250 jardas contra Ole Miss em 2004. Fournette teve um touchdown de 87 jardas anulado por uma chamada de formação ilegal no final do jogo. Na semana seguinte, contra Michigan Eastern, Fournette correu para 233 jardas, tornando-se o primeiro jogador na história da Southeastern Conference (SEC) a correr para 200 jardas ou mais em três jogos seguidos. Contra Western Kentucky, Fournette correu para 150 jardas, seu nono jogo consecutivo de mais de 100 jardas. Ele empatou o recorde escolar originalmente estabelecido por Charles Alexander em 1978. A sequência de Fournette acabou no próximo jogo contra Alabama, a melhor defesa do país, no Bryant-Denny Stadium. Ele teve apenas 31 jardas em 19 corridas na primeira derrota de LSU na temporada. No Texas Bowl de 2015, Fournette correu para 212 jardas e marcou cinco touchdowns totais quando LSU ganhou de Texas Tech por 56-27.
Em sua segunda temporada, Fournette estabeleceu recordes escolares com 1.953 jardas e 22 touchdowns terrestres. Com uma média de 162,8 jardas por jogo, ele venceu o título de corrida da NCAA, concedido ao jogador com a maior média de jardas por jogo em média a cada temporada. Ele terminou em sexto na votação do Heisman Trophy, ganhando 110 pontos. Ele foi nomeado para o primeiro time por três seletores oficiais: a Associated Press (AP), a Walter Camp Football Foundation, e a Football Writers Association of America. Treinadores da SEC, Associated Press, e a ESPN.com o nomearam para a Primeira-Equipe da All-SEC.

### Terceira temporada
Entrando em sua terceira temporada, Fournette era um dos favoritos da pré-temporada a ganhar o Troféu Heisman. Durante um jogo antes da temporada de 2016, Fournette sofreu uma entorse de tornozelo, mas estava bem o suficiente para voltar a tempo de jogar no primeiro jogo da temporada contra Wisconsin no Lambeau Field. No final do jogo contra Wisconsin, ele machucou o mesmo tornozelo e perdeu o jogo da próxima semana contra Jacksonville State. Ele voltou a feri-lo contra Auburn em 24 de setembro em um esforço de 101 jardas, fazendo com que ele perdesse os próximos dois jogos. Em 22 de outubro, seu primeiro jogo na volta, Fournette correu para 284 jardas e três touchdowns contra Ole Miss, ele estabeleceu um novo recorde escolar de mais jardas terrestres em um único jogo. Seu recorde escolar foi superado mais tarde na temporada por Derrius Guice. Com o tornozelo ainda não totalmente curado, Fournette não deveria jogar contra Flórida em 19 de novembro e não foi para o aquecimento antes do jogo. No entanto, depois de uma briga pre-jogo entre as equipes em que Fournette empurrou um assistente técnico da Flórida, o treinador da LSU, Ed Orgeron concedeu-lhe permissão para jogar. Ainda visivelmente incomodado com a lesão, ele conseguiu apenas 40 jardas em 12 corrida e não jogou no quarto quarto. Devido à lesão, ele não viajou com a equipe para o College Station para enfrentar Texas A&M no último jogo da temporada regular. Ele terminou sua terceira temporada tendo corrido 129 vezes para 843 jardas e oito touchdowns em sete jogos.
Em 5 de dezembro de 2016, Fournette anunciou sua intenção de entrar no Draft de 2017. Para evitar lesões, seu treinador disse a ele para pular o Citrus Bowl de 2016, que a LSU ganhou sobre Louisville. Fournette terminou sua carreira na faculdade tendo corrido para 3.830 jardas, o quarto maior número de um jogador na história da LSU, atrás de Charles Alexander, Dalton Hilliard e Kevin Faulk. Seus 40 touchdowns estão empatados em terceiro lugar na história da escola atrás de Hilliard e Faulk.

### Estatísticas da faculdade
|       |        |       | Correndo | Correndo | Correndo | Correndo | Recebendo | Recebendo | Recebendo | Recebendo |
| Ano   | Equipe | Jogos | Att      | Jds      | Avg      | Lng      | TDs       | Rec       | Jds       | TDs       |
| ----- | ------ | ----- | -------- | -------- | -------- | -------- | --------- | --------- | --------- | --------- |
| 2014  | LSU    | 13    | 187      | 1,034    | 5.5      | 89       | 10        | 7         | 127       | 0         |
| 2015  | LSU    | 11    | 271      | 1,953    | 6.4      | 87       | 22        | 18        | 209       | 1         |
| 2016  | LSU    | 7     | 129      | 843      | 6.5      | 78       | 8         | 15        | 146       | 0         |
| Total | Total  | 31    | 616      | 3,830    | 6.2      | 89       | 40        | 40        | 482       | 1         |

Fonte:

## Carreira profissional
Saindo da faculdade, Fournette foi altamente elogiado e foi classificado como a terceira melhor perspectiva no NFL Combine. Ele chegou a NFL pesando cinco quilos a mais do que seu peso jogando na faculdade e optou por participar apenas no traço vertical e 40 jardas. No Pro Day da LSU, ele optou por participar apenas de exercícios posicionais. Ele foi classificado como o melhor running back pela NFLDraftScout.com, mas foi classificado como o segundo melhor atrás de Dalvin Cook, da Flórida, pelo Pro Football Focus e Sports Illustrated.
| 1,83 m                          | 109 kg | 0.80 m | 0,23 m | 4.51 s | 1.59 s | 2.65 s | 0,72 m |
| Todos os valores da NFL Combine |        |        |        |        |        |        |        |

O Jacksonville Jaguars selecionou Fournette na primeira rodada (quarta escolha geral) no Draft de 2017. Ele foi o primeiro running back a ser selecionado no draft daquele ano.
Em 17 de maio de 2017, o Jacksonville Jaguars assinou com Fournette um contrato de quatro anos no valor de US $ 27 milhões, com um bônus de assinatura de US $ 18 milhões.

### Temporada de 2017
Fournette jogou seu primeiro jogo da temporada regular em 10 de setembro de 2017, contra o Houston Texans no NRG Stadium. Ele correu para 100 jardas e um touchdown em 26 corridas na vitória por 29-7. Na semana 4, contra o New York Jets, Fournette registrou uma recepção de 10 jardas no primeiro quarto para seu primeiro touchdown. Na semana 5 contra Pittsburgh Steelers, Fournette registrou um impressionante desempenho de 181 jardas, incluindo um recorde de 90 jardas no quarto trimestre, e dois touchdowns quando os Jaguars venceram por 30-9. Na semana 6 contra o Los Angeles Rams, Fournette correu 21 vezes para 130 jardas, incluindo um touchdown de 75 jardas na primeira jogada dos Jaguars. Ele deixou o jogo no quarto quarto com uma pequena lesão no tornozelo quando os Jaguars perderam para o Rams por 17-27. Por causa da lesão no tornozelo, ele foi descartado para a Semana 7 e não jogou na semana 9 contra o Cincinnati Bengals, por violar as regras da equipe. Em 13 jogos, Fournette teve 1.040 jardas, 302 jardas de recepção e 10 touchdowns totais.
Os Jaguars terminaram a temporada de 2017 com um recorde de 10-6, conquistando o AFC Sul. No Wild Card Round contra o Buffalo Bills, Fournette teve 57 jardas em 21 corridas, enquanto os Jaguars venceram por 10-3. Na Rodada Divisional contra os Steelers, ele deixou o jogo brevemente com uma lesão no tornozelo, mas retornou e terminou com 109 jardas e 3 touchdowns, os Jaguars venceram por 45-42. Na semana seguinte, no AFC Championship Game contra o New England Patriots, Fournette correu para 76 jardas e um touchdown, mas o Jaguars perderam por 24-20.

## Estatísticas
| Legenda | Legenda                  |
| ------- | ------------------------ |
|         | Venceu o Super Bowl      |
|         | Liderou a liga           |
| Negrito | Melhor marca da carreira |

### Temporada regular
| Ano      | Time     | Jogos      | Correndo | Correndo | Correndo | Correndo | Correndo | Recebendo | Recebendo | Recebendo | Recebendo | Recebendo | Fumbles | Fumbles  |
| Ano      | Time     | Disputados | Ten      | Jardas   | Média    | Lng      | TD       | Rec       | Jardas    | Média     | Lng       | TD        | Fum     | Perdidos |
| -------- | -------- | ---------- | -------- | -------- | -------- | -------- | -------- | --------- | --------- | --------- | --------- | --------- | ------- | -------- |
| 2017     | JAX      | 13         | 268      | 1 040    | 3,9      | 90E      | 9        | 36        | 302       | 8,4       | 28        | 1         | 2       | 0        |
| 2018     | JAX      | 8          | 133      | 439      | 3,3      | 25       | 5        | 22        | 185       | 8,4       | 31        | 1         | 0       | 0        |
| 2019     | JAX      | 15         | 265      | 1 152    | 4,5      | 81       | 3        | 76        | 522       | 6,9       | 27        | 0         | 1       | 1        |
| 2020     | TB       | 13         | 97       | 367      | 3,8      | 46E      | 6        | 36        | 233       | 6,5       | 20        | 0         | 0       | 0        |
| Carreira | Carreira | 49         | 763      | 2 998    | 3,9      | 90E      | 23       | 170       | 1 242     | 7,3       | 31        | 2         | 3       | 1        |

### Pós-temporada
| Ano      | Time     | Jogos      | Correndo | Correndo | Correndo | Correndo | Correndo | Recebendo | Recebendo | Recebendo | Recebendo | Recebendo | Fumbles | Fumbles  |
| Ano      | Time     | Disputados | Ten      | Jardas   | Média    | Lng      | TD       | Rec       | Jardas    | Média     | Lng       | TD        | Fum     | Perdidos |
| -------- | -------- | ---------- | -------- | -------- | -------- | -------- | -------- | --------- | --------- | --------- | --------- | --------- | ------- | -------- |
| 2017     | JAX      | 3          | 70       | 242      | 3,5      | 18       | 4        | 7         | 44        | 6,3       | 12        | 0         | 0       | 0        |
| 2020     | TB       | 4          | 64       | 300      | 4,7      | 27E      | 3        | 18        | 148       | 8,2       | 22        | 1         | 0       | 0        |
| Carreira | Carreira | 7          | 134      | 542      | 4,0      | 27E      | 7        | 25        | 192       | 7,7       | 22        | 1         | 0       | 0        |

### Recordes da NFL
- Jogadormais jovem com um touchdown de pelo menos 90 jarda (22 anos, 263 dias)[71]

## Vida pessoal
O irmão mais novo de Fournette, Lanard Fournette, estudou em LSU com ele. Lanard ainda está matriculado na LSU.